# Mirinae
Sous-famille
Les Mirinae (ou mirinés en français), sont une sous-famille d'insectes hémiptères hétéroptères (punaises).

## Systématique
La sous-famille des Mirinae a été décrite par l'entomologiste allemand Carl Wilhelm Hahn en 1833.

### Liste des tribus
- Herdoniini
- Hyalopeplini
- Mirini
- Mecistoscelini
- Resthenini
- Scutelliferini
- Stenodemini

### Liste des genres
Selon NCBI (4 octobre 2019) :
- tribu Herdoniini
  - genre Cyphopelta Van Duzee, 1910
- tribu Hyalopeplini
  - genre Corizidolon Reuter, 1907
  - genre Hyalopeplus Stal, 1871
  - genre Kosmiomiris Kirkaldy, 1902
- tribu Mecistoscelini
  - genre Erimiris Miyamoto & Hasegawa, 1967
  - genre Mecistoscelis Reuter, 1891
  - genre Mystilus Distant, 1904
- tribu Mirini
  - genre Adelphocoris Reuter, 1896
  - genre Adelphocorisella Miyamoto & Yasunaga, 1993
  - genre Agnocoris Reuter, 1875
  - genre Apolygopsis Yasunaga, Schwartz, & Cherot, 2002
  - genre Apolygus China, 1941
  - genre Arbolygus Kerzhner, 1979
  - genre Argenis Distant, 1904
  - genre Bertsa Kirkaldy, 1904
  - genre Bolteria Uhler, 1887
  - genre Calocoris Fieber, 1858
  - genre Camptozygum Reuter, 1896
  - genre Capsodes Dahlbom, 1851
  - genre Capsus Fabricius, 1803
  - genre Castanopsides Yasunaga, 1992
  - genre Charagochilus Fieber, 1858
  - genre Closterotomus Fieber, 1858
  - genre Coccobaphes Uhler, 1878
  - genre Creontiades Distant, 1883
  - genre Cyphodemidea Reuter, 1903
  - genre Dichrooscytus Fieber, 1858
  - genre Ectopiocerus Uhler, 1890
  - genre Eolygus Poppius, 1915
  - genre Eurystylus Stal, 1871
  - genre Gigantomiris Miyamoto & Yasunaga, 1988
  - genre Hadrodemus Fieber, 1858
  - genre Henrylygus Schwartz & Foottit, 1998
  - genre Horistus Fieber, 1860
  - genre Irbisia Reuter, 1875
  - genre Josifovolygus Kerzhner & Schuh, 1995
  - genre Koreocoris
  - genre Liocoris Fieber, 1858
  - genre Loristes Josifov & Kerzhner, 1972
  - genre Lygidea Reuter, 1875
  - genre Lygocorides Yasunaga, 1991
  - genre Lygocoris Reuter, 1875
  - genre Lygus Hahn, 1833
  - genre Mermitelocerus Reuter, 1908
  - genre Metriorrhynchomiris Kirkaldy, 1904
  - genre Miris Fabricius, 1794
  - genre Neoborella Knight, 1925
  - genre Neolygus
  - genre Neurocolpus Reuter, 1876
  - genre Nonlygus Schwartz & Foottit, 1998
  - genre Orientomiris Yasunaga, 1997
  - genre Orthops Fieber, 1858
  - genre Pachylygus Yasunaga, 1994
  - genre Pantilius Curtis, 1833
  - genre Pappus Distant, 1884
  - genre Peltidolygus Poppius, 1915
  - genre Philostephanus Distant, 1909
  - genre Phytocoris Fallen, 1814
  - genre Pinalitus Kelton, 1955
  - genre Poecilocapsus Reuter, 1876
  - genre Polymerias Yasunaga, 1997
  - genre Polymerus Hahn, 1831
  - genre Proba Distant, 1884
  - genre Proboscidocoris Reuter, 1882
  - genre Prolygus Carvalho, 1987
  - genre Pycnocoris Van Duzee, 1914
  - genre Rhabdomiris Wagner, 1968
  - genre Salignus Kelton, 1955
  - genre Stenotus
  - genre Taedia Distant, 1883
  - genre Taylorilygus Leston, 1952
  - genre Tinginotum Kirkaldy, 1902
  - genre Tolongia Poppius, 1915
  - genre Tropidosteptes Uhler, 1878
- tribu Resthenini
  - genre Oncerometopus Reuter, 1876
  - genre Prepops Reuter, 1905
- tribu Stenodemini
  - genre Acetropis Fieber, 1858
  - genre Collaria Provancher, 1872
  - genre Dolichomiris Reuter, 1882
  - genre Leptopterna Fieber, 1858
  - genre Litomiris Slater, 1956
  - genre Megaloceroea Fieber, 1858
  - genre Mimoceps Uhler, 1890
  - genre Myrmecoris Gorski, 1852
  - genre Notostira Fieber, 1858
  - genre Pithanus Fieber, 1858
  - genre Stenodema Laporte, 1832
  - genre Teratocoris Fieber, 1858
  - genre Trigonotylus Fieber, 1858